# Lasiophila neda
Lasiophila neda är en fjärilsart som beskrevs av Otto Thieme 1906. Lasiophila neda ingår i släktet Lasiophila och familjen praktfjärilar. Inga underarter finns listade i Catalogue of Life.